# Eubela sofia
Eubela sofia är en snäckart. Eubela sofia ingår i släktet Eubela och familjen kägelsnäckor. Inga underarter finns listade i Catalogue of Life.